# Ilse Steppat
Ilse Paula Steppat, född 11 november 1917 i Wuppertal, död 21 december 1969 i Västberlin, var en tysk teater- och filmskådespelare.
Hennes enda engelskspråkiga filmroll var som skurken Irma Bunt i James Bond-filmen I hennes majestäts hemliga tjänst 1969. Hon avled i en hjärtattack tre dagar efter att filmen haft premiär i Tyskland. Det var tänkt att Steppat skulle återkomma som Irma Bunt i nästkommande Bond-film Diamantfeber.